# Касба
Ка́сба (араб. القصبة «укріплене поселення») — фортеця в старовинному арабському місті (медина).

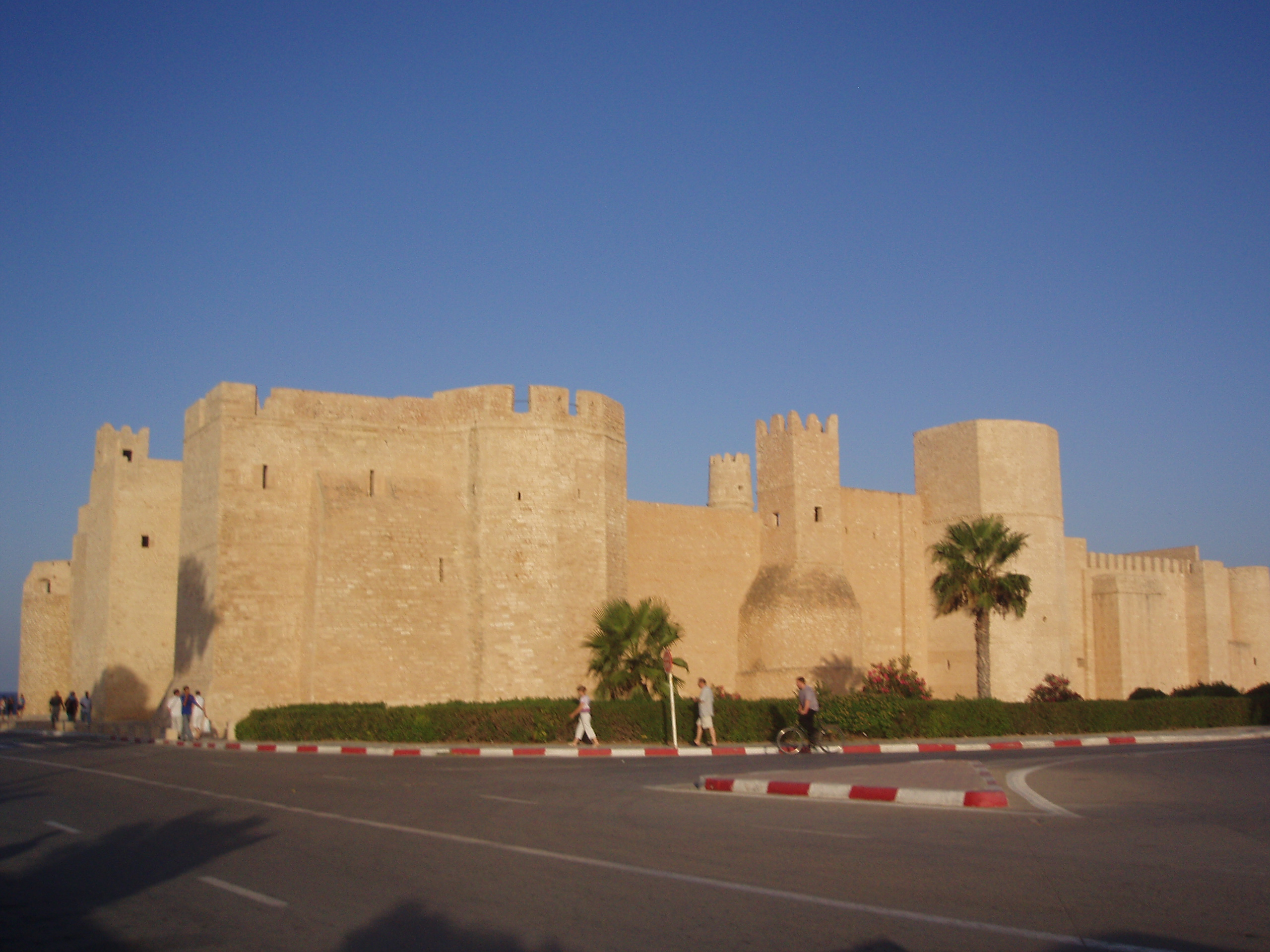
Касба міста Монастір, Туніс

## Призначення і будівництво
За Середньовіччя і в пізніші часи касба була житлом місцевого правителя, а в час оборони (облоги) поселення служила прихистком усім його мешканцям. 
Касбу будували зазвичай з каміння, або саману. Її добре укріпляли, зокрема грубими і високими мурами, у яких або не робили віконниць, або робили зовсім дрібні. Часто для будування касби обирали зручне для відсічі ворогам місце — на пагорбі або на узбережжі при заході в бухту.

## Поширення
Наявність касби в місті означала заможність його мешканців. Хоча її будівництво було продиктовано радше життєвою необхідністю - з метою оборони.
Особливого поширення касби набули в містах країн Магрибу: (Марокко, Алжиру, Тунісу). За свідченнями у 1830 році, з початком колонізації у Північному Алжирі майже всі міста мали касби, збудовані понад 100 років тому.
Арабське слово «касба» увійшло в європейські мови не лише задля позначення поняття споруди суто арабської архітектури. За часів панування маврів у іспанській Андалусії алькасаба (alcazaba) — схожа до касби фортеця. Сучасне ісп. alcazar — теж «фортеця».